# Joelblok

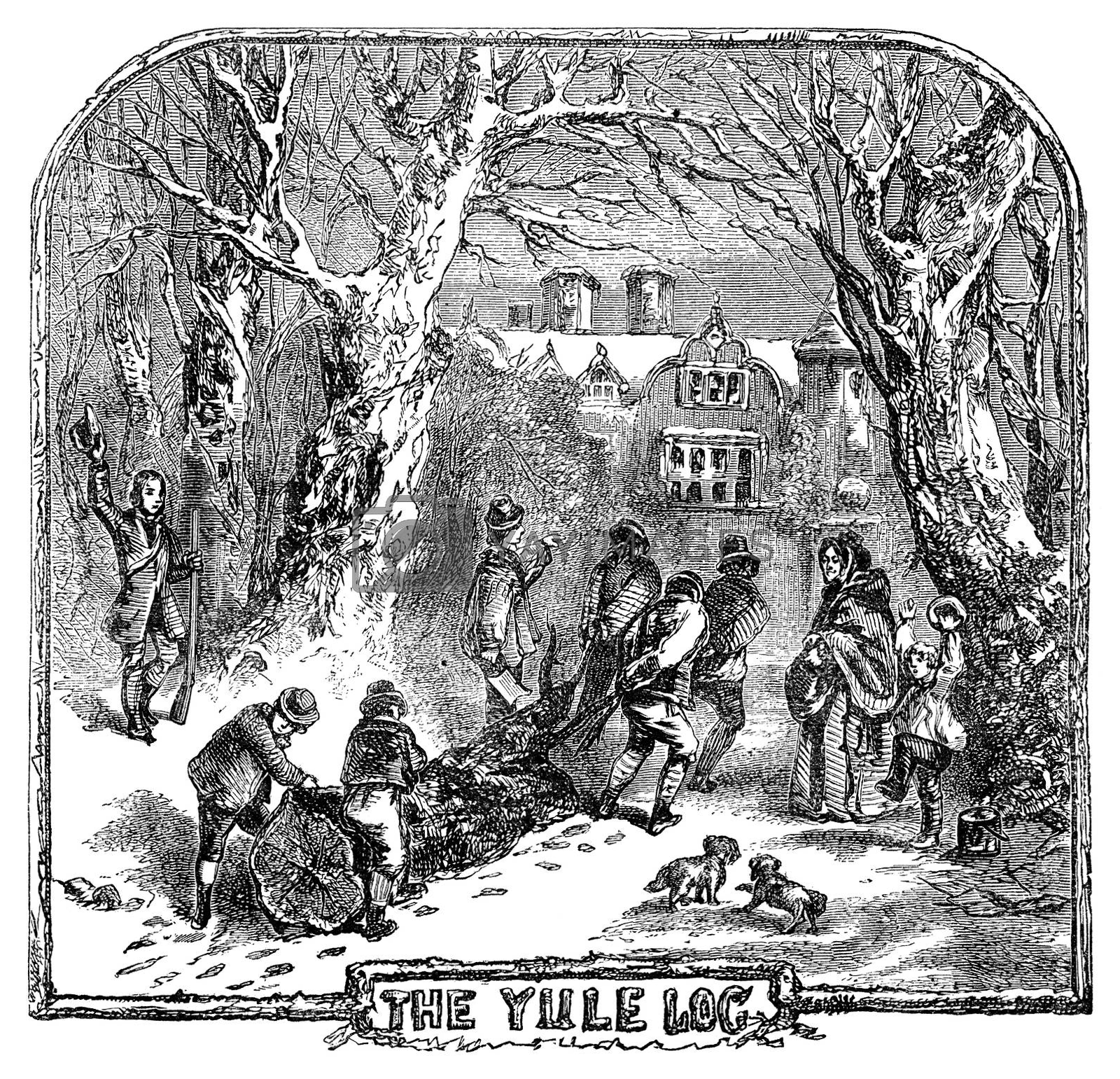
Een joelblok wordt aangesleept (Illustratie uit het Chamber Book of Days, 1832)

Het joelblok is een stuk hout dat tijdens het jaarlijkse Joelfeest uit het bos werd gehaald en vervolgens in de gezinshaard verbrand. Het betreffende stuk hout kon zowel een groot houtblok als een boomstronk of hele boomstam zijn. Het betreffende ritueel was gebruikelijk tot het einde van de 18e eeuw. Men hoopte hiermee de eigen woning te beschermen tegen brand en bliksem. 
Het in de haard leggen van het joelblok werd gewoonlijk gedaan door de heer des huizes. Hierna werd het hout eerst overgoten met zout, bisschopswijn en olie. Vervolgens was het aan de vrouw des huizes of een dochter om het vuur aan te steken. Dit laatste diende te gebeuren met behulp van overgebleven stukjes hout die afkomstig waren van het joelblok van het afgelopen jaar. Het hout dat na het verbranden overbleef, werd dan weer bewaard voor het volgende jaar.